# Liste des monuments historiques protégés en 1915
Cet article recense les monuments historiques français classés en 1915.

## Protections
| Édifice                                                                                         | Commune                     | Département          | Région                     | Protection | Base Mérimée                         | Coordonnées                        | Image |
| ----------------------------------------------------------------------------------------------- | --------------------------- | -------------------- | -------------------------- | ---------- | ------------------------------------ | ---------------------------------- | ----- |
| Église Saint-Julien                                                                             | Couleuvre                   | Allier               | Auvergne-Rhône-Alpes       | classé     | « PA00093073 », notice no PA00093073 | 46° 40′ 19″ nord, 2° 54′ 26″ est   |       |
| Château de Boulogne                                                                             | Saint-Michel-de-Boulogne    | Ardèche              | Auvergne-Rhône-Alpes       | classé     | « PA00116798 », notice no PA00116798 | 44° 41′ 24″ nord, 4° 26′ 23″ est   |       |
| Maison des Consuls                                                                              | Mirepoix                    | Ariège               | Occitanie                  | classé     | « PA00093831 », notice no PA00093831 |                                    |       |
| Porte de ville et chapelle du cimetière                                                         | Alleins                     | Bouches-du-Rhône     | Provence-Alpes-Côte d'Azur | classé     | « PA00081116 », notice no PA00081116 | 43° 42′ 19″ nord, 5° 10′ 19″ est   |       |
| Église Saint-Germain                                                                            | Guéron                      | Calvados             | Normandie                  | classé     | « PA00111379 », notice no PA00111379 | 49° 14′ 57″ nord, 0° 42′ 44″ ouest |       |
| Abbaye Sainte-Marie                                                                             | Longues-sur-Mer             | Calvados             | Normandie                  | classé     | « PA00111502 », notice no PA00111502 | 49° 19′ 55″ nord, 0° 41′ 55″ ouest |       |
| Église Saint-Martial du Douhet                                                                  | Le Douhet                   | Charente-Maritime    | Nouvelle-Aquitaine         | classé     | « PA00104673 », notice no PA00104673 | 45° 49′ 07″ nord, 0° 34′ 07″ ouest |       |
| Église Saint-Pierre de Moëze                                                                    | Moëze                       | Charente-Maritime    | Nouvelle-Aquitaine         | classé     | « PA00104810 », notice no PA00104810 | 45° 54′ 17″ nord, 1° 02′ 05″ ouest |       |
| Mur de soutènement gallo-romain (Saintes)                                                       | Saintes                     | Charente-Maritime    | Nouvelle-Aquitaine         | classé     | « PA00105259 », notice no PA00105259 |                                    |       |
| Maison de François Ier                                                                          | Aubigny-sur-Nère            | Cher                 | Centre-Val de Loire        | classé     | « PA00096637 », notice no PA00096637 | 47° 29′ 18″ nord, 2° 26′ 20″ est   |       |
| Abbaye Saint-Martin de Massay                                                                   | Massay                      | Cher                 | Centre-Val de Loire        | classé     | « PA00096834 », notice no PA00096834 | 47° 09′ 06″ nord, 1° 59′ 36″ est   |       |
| Église Saint-Antonin                                                                            | Bussy-le-Grand              | Côte-d'Or            | Bourgogne-Franche-Comté    | classé     | « PA00112170 », notice no PA00112170 | 47° 34′ 26″ nord, 4° 31′ 08″ est   |       |
| Cellier de Clairvaux                                                                            | Dijon                       | Côte-d'Or            | Bourgogne-Franche-Comté    | classé     | « PA00112248 », notice no PA00112248 | 47° 19′ 32″ nord, 5° 02′ 27″ est   |       |
| Chapelle de Notre-Dame de la Clarté                                                             | Perros-Guirec               | Côtes-d'Armor        | Bretagne                   | classé     | « PA00089380 », notice no PA00089380 | 48° 49′ 06″ nord, 3° 28′ 24″ ouest |       |
| Église et ossuaire                                                                              | Saint-Fiacre                | Côtes-d'Armor        | Bretagne                   | classé     | « PA00089614 », notice no PA00089614 | 48° 27′ 42″ nord, 3° 03′ 39″ ouest |       |
| Église Saint-Sigismond de Nojeon-en-Vexin                                                       | Nojeon-en-Vexin             | Eure                 | Normandie                  | classé     | « PA00099501 », notice no PA00099501 | 49° 19′ 41″ nord, 1° 33′ 55″ est   |       |
| Porte (ancienne église de Mervilliers)                                                          | Allaines-Mervilliers        | Eure-et-Loir         | Centre-Val de Loire        | classé     | « PA00096953 », notice no PA00096953 | 48° 12′ 14″ nord, 1° 49′ 29″ est   |       |
| Église Saint-Pierre de Berrien                                                                  | Berrien                     | Finistère            | Bretagne                   | classé     | « PA00089833 », notice no PA00089833 | 48° 24′ 12″ nord, 3° 45′ 09″ ouest |       |
| Enclos paroissial de Commana                                                                    | Commana                     | Finistère            | Bretagne                   | classé     | « PA00089888 », notice no PA00089888 | 48° 24′ 48″ nord, 3° 57′ 20″ ouest |       |
| Église Saint-Edern de Lannédern                                                                 | Lannédern                   | Finistère            | Bretagne                   | classé     | « PA00090060 », notice no PA00090060 | 48° 18′ 09″ nord, 3° 53′ 40″ ouest |       |
| Chapelle Notre-Dame-de-Bonne-Nouvelle                                                           | Locronan                    | Finistère            | Bretagne                   | classé     | « PA00090076 », notice no PA00090076 | 48° 06′ 01″ nord, 4° 12′ 36″ ouest |       |
| Halles de Plouescat                                                                             | Plouescat                   | Finistère            | Bretagne                   | classé     | « PA00090218 », notice no PA00090218 | 48° 39′ 29″ nord, 4° 10′ 27″ ouest |       |
| Église Saint-Gorgon de Plovan                                                                   | Plovan                      | Finistère            | Bretagne                   | classé     | « PA00090277 », notice no PA00090277 | 47° 54′ 56″ nord, 4° 21′ 43″ ouest |       |
| Église de la Trinité de Kerfeunteun                                                             | Quimper                     | Finistère            | Bretagne                   | classé     | « PA00090330 », notice no PA00090330 | 48° 00′ 14″ nord, 4° 05′ 47″ ouest |       |
| Église Notre-Dame-de-l'Assomption                                                               | Quimperlé                   | Finistère            | Bretagne                   | classé     | « PA00090380 », notice no PA00090380 | 47° 52′ 16″ nord, 3° 32′ 53″ ouest |       |
| Église Saint-Pierre d'Avensan                                                                   | Avensan                     | Gironde              | Nouvelle-Aquitaine         | classé     | « PA00083119 », notice no PA00083119 | 45° 02′ 05″ nord, 0° 45′ 26″ ouest |       |
| Enceinte de Saint-Macaire                                                                       | Saint-Macaire               | Gironde              | Nouvelle-Aquitaine         | classé     | « PA00083776 », notice no PA00083776 | 44° 33′ 54″ nord, 0° 13′ 37″ ouest |       |
| Fontaine gallo-romaine de Braux-le-Châtel                                                       | Braux-le-Châtel             | Haute-Marne          | Grand Est                  | classé     | « PA00078967 », notice no PA00078967 | 48° 06′ 00″ nord, 4° 56′ 24″ est   |       |
| Hôtel Terrier de Santans                                                                        | Marnay                      | Haute-Saône          | Bourgogne-Franche-Comté    | classé     | « PA00102221 », notice no PA00102221 | 47° 17′ 24″ nord, 5° 46′ 21″ est   |       |
| Église Saint-Médard de Cinq-Mars-la-Pile                                                        | Cinq-Mars-la-Pile           | Indre-et-Loire       | Centre-Val de Loire        | classé     | « PA00097700 », notice no PA00097700 | 47° 20′ 52″ nord, 0° 27′ 45″ est   |       |
| Château Bayard                                                                                  | Pontcharra                  | Isère                | Auvergne-Rhône-Alpes       | classé     | « PA00117240 », notice no PA00117240 | 45° 25′ 25″ nord, 6° 01′ 08″ est   |       |
| Maison de la Paix                                                                               | Orléans                     | Loiret               | Centre-Val de Loire        | classé     | « PA00098856 », notice no PA00098856 | 47° 54′ 03″ nord, 1° 54′ 19″ est   |       |
| Église Saint-Memmie de Corfélix                                                                 | Corfélix                    | Marne                | Grand Est                  | classé     | « PA00078673 », notice no PA00078673 | 48° 50′ 17″ nord, 3° 41′ 58″ est   |       |
| Église Saint-Hilaire d'Écriennes                                                                | Écriennes                   | Marne                | Grand Est                  | classé     | « PA00078698 », notice no PA00078698 | 48° 41′ 26″ nord, 4° 41′ 09″ est   |       |
| Église Saint-Sébastien d'Euvy                                                                   | Euvy                        | Marne                | Grand Est                  | classé     | « PA00078707 », notice no PA00078707 | 48° 43′ 11″ nord, 4° 01′ 43″ est   |       |
| Église Saint-Martin de Favresse                                                                 | Favresse                    | Marne                | Grand Est                  | classé     | « PA00078709 », notice no PA00078709 | 48° 43′ 06″ nord, 4° 44′ 03″ est   |       |
| Église Saint-Maurice de Gourgançon                                                              | Gourgançon                  | Marne                | Grand Est                  | classé     | « PA00078715 », notice no PA00078715 | 48° 41′ 19″ nord, 4° 01′ 22″ est   |       |
| Église Saint-Maurice d'Heiltz-le-Maurupt                                                        | Heiltz-le-Maurupt           | Marne                | Grand Est                  | classé     | « PA00078719 », notice no PA00078719 | 48° 47′ 37″ nord, 4° 48′ 46″ est   |       |
| Église Saint-Martin d'Huiron                                                                    | Huiron                      | Marne                | Grand Est                  | classé     | « PA00078721 », notice no PA00078721 | 48° 42′ 07″ nord, 4° 32′ 24″ est   |       |
| Église Saint-Nicolas de Marson                                                                  | Marson                      | Marne                | Grand Est                  | classé     | « PA00078741 », notice no PA00078741 | 48° 54′ 43″ nord, 4° 31′ 35″ est   |       |
| Église de l'Assomption-et-Sainte-Thérèse de Pargny-sur-Saulx                                    | Pargny-sur-Saulx            | Marne                | Grand Est                  | classé     | « PA00078759 », notice no PA00078759 | 48° 46′ 11″ nord, 4° 50′ 10″ est   |       |
| Église Saint-Ruffin-Saint-Valère de Pierre-Morains                                              | Pierre-Morains              | Marne                | Grand Est                  | classé     | « PA00078762 », notice no PA00078762 | 48° 50′ 18″ nord, 4° 01′ 38″ est   |       |
| Église de la Nativité-de-Notre-Dame de Pogny                                                    | Pogny                       | Marne                | Grand Est                  | classé     | « PA00078766 », notice no PA00078766 | 48° 51′ 29″ nord, 4° 29′ 02″ est   |       |
| Église Notre-Dame de Faremont                                                                   | Thiéblemont-Farémont        | Marne                | Grand Est                  | classé     | « PA00078872 », notice no PA00078872 | 48° 41′ 24″ nord, 4° 42′ 57″ est   |       |
| Église Saint-Alpin de Villevenard                                                               | Villevenard                 | Marne                | Grand Est                  | classé     | « PA00078905 », notice no PA00078905 | 48° 49′ 39″ nord, 3° 47′ 56″ est   |       |
| Église de l'Assomption-de-la-Vierge de Beauzée-sur-Aire                                         | Beausite                    | Meuse                | Grand Est                  | classé     | « PA00106497 », notice no PA00106497 | 48° 58′ 10″ nord, 5° 11′ 34″ est   |       |
| Église Saint-Leu-Saint-Gilles                                                                   | 1er arrondissement de Paris | Paris                | Île-de-France              | classé     | « PA00085797 », notice no PA00085797 | 48° 51′ 46″ nord, 2° 21′ 00″ est   |       |
| Église Saint-Louis-en-l'Île                                                                     | 4e arrondissement de Paris  | Paris                | Île-de-France              | classé     | « PA00086258 », notice no PA00086258 | 48° 51′ 05″ nord, 2° 21′ 27″ est   |       |
| Église Saint-Sulpice                                                                            | 6e arrondissement de Paris  | Paris                | Île-de-France              | classé     | « PA00088510 », notice no PA00088510 | 48° 51′ 04″ nord, 2° 20′ 06″ est   |       |
| Église de la Madeleine                                                                          | 8e arrondissement de Paris  | Paris                | Île-de-France              | classé     | « PA00088812 », notice no PA00088812 | 48° 52′ 12″ nord, 2° 19′ 27″ est   |       |
| Église haute de Saint-Floret                                                                    | Saint-Floret                | Puy-de-Dôme          | Auvergne-Rhône-Alpes       | classé     | « PA00092354 », notice no PA00092354 | 45° 32′ 58″ nord, 3° 06′ 27″ est   |       |
| Tour de Labastide-Villefranche                                                                  | Labastide-Villefranche      | Pyrénées-Atlantiques | Nouvelle-Aquitaine         | classé     | « PA00084418 », notice no PA00084418 | 43° 27′ 09″ nord, 1° 01′ 11″ ouest |       |
| Église Notre-Dame-de-l'Assomption de Feuquières-en-Vimeu                                        | Feuquières-en-Vimeu         | Somme                | Hauts-de-France            | classé     | « PA00116152 », notice no PA00116152 | 50° 03′ 36″ nord, 1° 36′ 26″ est   |       |
| Église Notre-Dame-de-l'Assomption d'Auvers-sur-Oise                                             | Auvers-sur-Oise             | Val-d'Oise           | Île-de-France              | classé     | « PA00079993 », notice no PA00079993 | 49° 04′ 19″ nord, 2° 10′ 35″ est   |       |
| Église Notre-Dame-de-l'Assomption d'Ézanville                                                   | Ézanville                   | Val-d'Oise           | Île-de-France              | classé     | « PA00080056 », notice no PA00080056 | 49° 01′ 45″ nord, 2° 21′ 43″ est   |       |
| Église Notre-Dame-de-l'Assomption de Haravilliers                                               | Haravilliers                | Val-d'Oise           | Île-de-France              | classé     | « PA00080087 », notice no PA00080087 | 49° 10′ 26″ nord, 2° 03′ 20″ est   |       |
| Église Saint-Clair d'Hérouville                                                                 | Hérouville-en-Vexin         | Val-d'Oise           | Île-de-France              | classé     | « PA00080092 », notice no PA00080092 | 49° 06′ 03″ nord, 2° 07′ 55″ est   |       |
| Église Saint-Denis de Méry-sur-Oise                                                             | Méry-sur-Oise               | Val-d'Oise           | Île-de-France              | classé     | « PA00080125 », notice no PA00080125 | 49° 03′ 57″ nord, 2° 11′ 24″ est   |       |
| Église Saint-Quentin de Nucourt                                                                 | Nucourt                     | Val-d'Oise           | Île-de-France              | classé     | « PA00080147 », notice no PA00080147 | 49° 09′ 48″ nord, 1° 50′ 40″ est   |       |
| Église Saint-Martin de Vallangoujard                                                            | Vallangoujard               | Val-d'Oise           | Île-de-France              | classé     | « PA00080217 », notice no PA00080217 | 49° 08′ 17″ nord, 2° 06′ 47″ est   |       |
| Remparts                                                                                        | Avignon                     | Vaucluse             | Provence-Alpes-Côte d'Azur | classé     | « PA00081943 », notice no PA00081943 | 43° 56′ 34″ nord, 4° 48′ 18″ est   |       |
| Hôtel Berton des Balbes de Crillon                                                              | Avignon                     | Vaucluse             | Provence-Alpes-Côte d'Azur | classé     | « PA00081848 », notice no PA00081848 | 43° 56′ 48″ nord, 4° 48′ 29″ est   |       |
| Porte Notre-Dame                                                                                | Pernes-les-Fontaines        | Vaucluse             | Provence-Alpes-Côte d'Azur | classé     | « PA00082125 », notice no PA00082125 | 43° 59′ 56″ nord, 5° 03′ 35″ est   |       |
| Église de la Sainte-Trinité de Saint-Trinit                                                     | Saint-Trinit                | Vaucluse             | Provence-Alpes-Côte d'Azur | classé     | « PA00082156 », notice no PA00082156 | 44° 06′ 12″ nord, 5° 27′ 59″ est   |       |
| Tour de Moricq                                                                                  | Angles                      | Vendée               | Pays de la Loire           | classé     | « PA00110014 », notice no PA00110014 | 46° 24′ 18″ nord, 1° 22′ 36″ ouest |       |
| Ensemble cathédrale (Cathédrale Notre-Dame-de-l'Assomption de Luçon, palais épiscopal de Luçon) | Luçon                       | Vendée               | Pays de la Loire           | classé     | « PA00110153 », notice no PA00110153 | 46° 27′ 16″ nord, 1° 10′ 00″ ouest |       |
| Logis des Templiers                                                                             | Chauvigny                   | Vienne               | Nouvelle-Aquitaine         | classé     | « PA00105417 », notice no PA00105417 | 46° 34′ 17″ nord, 0° 38′ 58″ est   |       |
| Église Saint-Maurice                                                                            | Sens                        | Yonne                | Bourgogne-Franche-Comté    | classé     | « PA00113855 », notice no PA00113855 | 48° 11′ 52″ nord, 3° 16′ 32″ est   |       |